# Sandberg (Slovakien)
Sandberg är ett viktigt paleontologiskt område, som ligger i kommunen Devínska Nová Ves i Bratislava. Sandberg ligger på den nordvästra sluttningen av berget Devínske Karpaty och ingår i ett nationellt naturreservat, Devínska Kobyla.
Det växer flera arter av skyddade och hotade växter i området, t.ex. Peucedanum arenaricum (för vilken det är den enda växtplatsen i Slovakien), Minuartia glaucina och Gypsophila paniculata.

## Geologi
Sandberg är en rest av det tertiära hav som hade sin utsträckning i Wienerbäckenet. Basen består av kalksten från juraperioden och undre krita (mesozoikumeran mellan 160 och 180 miljoner år f.Kr.), över den finns gammal sand och sandstenar från 14 till 16 miljoner år f.Kr.

## Paleontologi
I Sandberg har man funnit cirka 300 olika typer av fossil, från foraminifera, skaldjur och blötdjur till större marina och landlevande djur. Man har funnit många hajtänder, sköldpaddsrester, fragment av skelett av apor, sälar, håriga noshörningar, grottbjörn och fåglar.